# Bonaventura García de Paredes
Bonaventura García de Paredes foi um religioso espanhol da Ordem dos Pregadores beatificado por Bento XVI no dia 28 de Outubro de 2007.

## Vida e obras
Seus pais, Serapião Garcia de Paredes e Maria Gallasa, procuraram inculcar-lhe uma boa e sólida educação. Boaventura depressa revelou sinais de vocação eclesiástica.
Por ocasião duma missão pregada numa povoação vizinha por dois padres dominicanos, Boaventura afeiçoou-se à Ordem de S. Domingos. Um dos pregadores, o padre Sacrest, tendo sido enviado a Castanedo três anos a seguir à festa da Confraria do Rosário que se celebrava na segunda-feira de Páscoa, Boaventura já com 13 anos de idade, foi-lhe apresentado e pediu a graça de ser recebido na Ordem. Por conselho do padre ficou ainda na casa paterna frequentando durante um ano a Escola de Don António Francos Pertierra, pároco do lugar. Depois foi admitido na Escola Apostólica de Córias pertencente à Província de Espanha. Após dois anos de estudos com óptimos resultados, os seus mestres julgaram-no habilitado para ser recebido ao noviciado. Os Superiores ante a sua delicada compleição física hesitaram e adiaram a admissão. O jovem Boaventura para seguir a sua vocação foi bater às portas do Convento de Ocana, Toledo, e pertencente à Província Dominicana das Filipinas. 
Tomou o hábito em 30 de Agosto de 1883, habitando durante o noviciado a cela que fora do mártir Melchior Garcia Sampedro. Em 31 de Agosto do ano seguinte fazia os votos simples e em 1887 consagrava-se plenamente a Deus pelos votos solenes.
Em Ocana fez os estudos filosóficos e no colégio de Santo Tomás de Ávila os teológicos. Antes porém de os terminar foi mandado frequentar as Universidades de Salamanca, Valência e Madrid, tendo sido promovido a bacharel de direito civil na primeira, e alcançado na última o doutoramento em Filosofia em Belas Letras  e em Direito civil. Com tão óptima preparação foi enviado para Manila, Filipinas, onde teve ainda de fazer o exame de Leitor e no ano seguinte (1900) era-lhe confiado o posto de Lente de Direito civil na Universidade dominicana daquela cidade.
Em 1901 voltava à Europa como Reitor do Colégio Teológico de Ávila. Em pouco tempo ganhou a estima das autoridades civis e eclesiásticas  e as grandes famílias procuravam-no para solucionar os litígios domésticos. Foi durante algum tempo professor de direito canónico no Seminário Conciliar de Ávila.
A sua grande ciência jurídica permitiu-lhe defender brilhantemente algumas causas da Ordem nos tribunais civis.
Em 1903 funda com a aprovação dos superiores, para a educação da juventude, o Colégio de Santa Maria de Nieva, na Província de Segóvia, que sob a sua direcção conheceu uma grande prosperidade.

## O Provincial
Em Janeiro de 1910 é eleito Prior do Convento de Ocana e em Maio do mesmo ano Provincial da Província das Filipinas.
Favoreceu a divisão do território em novas Prefeituras, oferecendo-as a religiosos doutras Províncias. Fundou uma revista missionária, Misiones Dominicanes que ainda se publica em Ávila.
Em Manila, sede da Província, também se fez sentir o impulso do padre Paredes. Em 1911, por ocasião do terceiro centenário da fundação da Universidade de Santo Tomás, tendo adquirido um terreno com 50.000 m2, colocou a primeira pedra de novos e mais grandiosos edifícios para a mesma universidade.
No mesmo ano funda uma missão e toma o encargo de algumas paróquias no Distrito de Tangipahoa nos Estados Unidos e funda o Colégio Teológico de Rosaryville. Para o recrutamento dos religiosos funda a Escola Apostólica de La Mejorada, perto de Olmedo, Valhadolid, que ainda conta com mais de cem alunos. O cargo de Provincial dura na Ordem quatro anos. O padre Paredes, porém por vontade expressa do Papa Pio X continuou no seu posto para maior bem da Província. Em 1917 retira-se para Madrid onde funda o Convento de Torrijos e de que foi Superior durante nove anos. Inúmeras comunidades religiosas e leigos, entre eles D. António Maura, recorriam às suas luzes e seguiam a sua direcção espiritual.

## Mestre Geral
Ocupado neste ministério foi surpreendido pela delegação do Capítulo Geral de Ocana que o veio chamar em 22 de Maio de 1926 para a suprema magistratura da Ordem dos Pregadores. Prostrado diante dos padres Capitulares pediu, suplicou, que não lhe impusessem fardo tão pesado. Não foi aceite o seu pedido e ele submeteu-se. Logo no início do seu curto generalato escreveu à Ordem uma belíssima carta sobre o flagelo do individualismo. Preparou  a reforma das Constituições das Irmãs de clausura segundo as directrizes do Novo Código da Igreja e a redacção definitiva das nossas; confirmou S. Luís Beltrão, Padroeiro dos Noviciados Dominicanos. Como o Colégio Angélico de Roma, fundado pelo Venerável padre Cormier fosse já insuficiente – frequentam-no perto de mil alunos eclesiásticos de todas as nações – comprou ao Governo italiano o nosso antigo convento de S. Domingos e Sixto, que com as adaptações que fizeram ficou um magnifico edifício para a Universidade Dominicana de Roma. Visitou muitas Províncias da Ordem fomentando por toda a parte a disciplina religiosa.
Porém o seu estado de saúde, sempre precária, agravou-se nos fins de 1928 e princípios de 1929, pelo que julgou dever de consciência pedir a demissão à Santa Sé. Por carta de 30 de Março de 1929 do Secretário de Estado, o Papa Pio XI aceitava a demissão e elogiava publicamente os seus altos serviços prestados à Ordem. A Ordem dos Pregadores e Portugal tem uma grande dívida de gratidão para com o padre Paredes. Declarou logo de início que queria restaurar mesmo à custa de grandes sacrifícios Esta província de tão grandes gloriosas tradições. Sob o seu impulso o padre José Lourenço funda em 1927 a Escola Apostólica de Luso e a Província de Tolosa sede o padre Jougla, nomeado Vigário-geral em Portugal. O padre Paredes apoia-o com toda a sua autoridade e declara-lhe expressamente que lhe enviará os padres que ele julgar necessário. O padre Jougla nunca se atreveu a usar deste poder com medo de abusar, ou antes, melindrar outras Províncias.

## Depois da demissão até à morte
Retirou-se para o Convento de Ocana e entregou-se de novo à direcção das almas, sobretudo religiosas, quer em Ocana quer em Madrid. Assistiu aos Capítulos Gerais de Roma em 1929, de Sauchoir (Bélgica) em 1932 e de Roma em 1935 ”dando sempre um belo exemplo de simplicidade e de magnidade”. O início da guerra civil espanhola, em 1936 veio encontrá-lo em Ocana. Julgou mais prudente refugiar-se em Madrid, mas, apesar de todas as precauções, foi capturado por brigadas populares republicanas no dia 11 de Agosto. Soube-se que foi fuzilado no dia seguinte. “Recebeu com grande serenidade os que pouco depois seriam seus verdugos, dizendo-lhes que o seu único crime era de ser religioso”. Ao seu lado foi encontrado o rosário e o breviário.